# Henry Honiball
Pas d'image ? Cliquez ici

a Compétitions nationales et continentales officielles uniquement.

b Matchs officiels uniquement.
Dernière mise à jour le 30 octobre 2021.
Henry Honiball, né le 1er décembre 1965 à Estcourt (Afrique du Sud), est un ancien joueur de rugby à XV sud-africain qui a joué avec l'équipe d'Afrique du Sud de 1993 à 1999 (35 sélections). Il jouait demi d'ouverture ou centre.

## Carrière
Il a effectué son premier test match avec les Springboks en août 1993 à l’occasion d’un match contre l'Australie. Son dernier test match a été effectué en novembre 1999 contre les All-Blacks.
Il a disputé la coupe du monde 1999, et a gagné la petite finale en marquant 11 points.
Il jouait avec les Sharks du Natal.

## Palmarès
- 35 sélections avec les Springboks
- 156 points
- 1 essai, 38 transf., 25 pén.
- Sélections par saison : 2 en 1993, 1 en 1995, 8 en 1996, 12 en 1997, 10 en 1998 et 2 1999
- Troisième de la coupe du monde 1999

- 356 points en Super 12